# Charles Tamboueon
Charles Teamboueon est un joueur et entraîneur français de football né le 6 décembre 1939 en Nouvelle-Calédonie et mort le 11 mars 2013.

## Carrière

### Carrière de joueur

#### En club
Charles Teamboueon remporte le Championnat de Nouvelle-Calédonie en 1965 et en 1966 avec la Frégate de Saint-Louis en tant qu'entraîneur-joueur. En décembre 1966, il rejoint le Gazélec Ajaccio. Le club décroche le Championnat de France amateur en 1968 et accède donc à la  deuxième division professionnelle. Deux saisons plus tard, le club est relégué. Teamboueon arrête sa carrière en 1972 après plusieurs blessures et des 
opérations aux ménisques.

#### En sélection
Charles Teamboueon est sélectionné pour la première fois en équipe de Nouvelle-Calédonie de football en 1965. Il est finaliste des Jeux du Pacifique 1966,.
Charles Teamboueon fait partie de l'équipe olympique représentant la France au tournoi de football aux Jeux olympiques d'été de 1968 à Mexico. Il joue en phase de groupe contre la Guinée, contre le Mexique, marquant un but à la trentième minute de jeu et contre la Colombie, marquant un but à la cinquante-neuvième minute de jeu. Il est titulaire lors du quart de finale perdu 3-1 face au Japon, y inscrivant le seul but français à la trente-deuxième minute.

### Carrière d’entraîneur
Outre la Frégate de Saint-Louis dans les années 1960 en tant qu’entraîneur-joueur, Charles Teamboueon est coentraîneur de l'AS Mont-Dore finaliste de la Coupe de Nouvelle-Calédonie en 2007

## Palmarès
- Champion de France amateur en 1968 avec le Gazélec Ajaccio
- Champion de Nouvelle-Calédonie en 1965 et en 1966 avec la Frégate de Saint-Louis
- Finaliste des Jeux du Pacifique en 1966 avec l'équipe de Nouvelle-Calédonie de football